# Radosław Wróblewski
Radosław Wróblewski (ur. 1 maja 1980 w Bydgoszczy) – polski piłkarz grający na pozycji pomocnika.

## Kariera klubowa
Rozegrał 115 meczów w I lidze, strzelając 6 bramek, zadebiutował w niej w dniu 18 listopada 1998 w meczu Legii Warszawa z Lechem Poznań (1:0). Wcześniej reprezentował bydgoski klub Chemik Bydgoszcz.